# Форум (площадь)
Фо́рум (лат. forum) — типология общественного пространства в древнеримском градостроительстве; центральная городская площадь, сформированная несколькими общественными зданиями, где протекала общественная жизнь города, уличная жизнь под открытым небом, заключались сделки, велись переговоры.

## Определение
«Форумы (рынки), возникавшие под открытым небом, должны считаться настоящими архитектурными сооружениями, особым типом постройки: часто главным назначением зданий, входивших в их комплекс, было представление места для собраний, связанных с деятельностью, проходившей на форуме, что и предопределяло их архитектурную форму».
Наиболее известным форумом был римский форум, представлявший собой главную городскую площадь Древнего Рима. Рядом с ним в дальнейшем было построено ещё несколько форумов. Форумы существовали и в других городах империи, например, в Помпеях. Его основу составляла площадь размером 38 на 157 м, окружённая в самнитскую эпоху портиком с дорическими колоннами, а римлянами вымощенная травертином. Она была способна вместить всё население города.

### Новое Время
Примером современного развитого форума с живым общением является Форум Лондонского Гайд-парка. Он является несколько видоизмененной формой форума, потому что там наряду с собственно тематическим общением присутствуют также сольные выступления ораторов.